# Captain Cockpit
Captain Cockpit was een Nederlands kinderprogramma en onderdeel van het programma De Confetticlub en Alles Kits. Het werd van 1994 tot 1995 door de AVRO uitgezonden.

## Plot
Captain Cockpit (Paul Kooy) was een piloot die een pratende chimpansee in tropenuniform bezat, Professor Butje. In het programma stonden andere landen centraal. De kapitein toonde afwisselend op humoristische, dan weer ernstige wijze aan hoe mensen in andere landen leven.
De reeks werd geschreven door Burny Bos en telde in totaal 13 afleveringen.